# Ralphus van Domfront

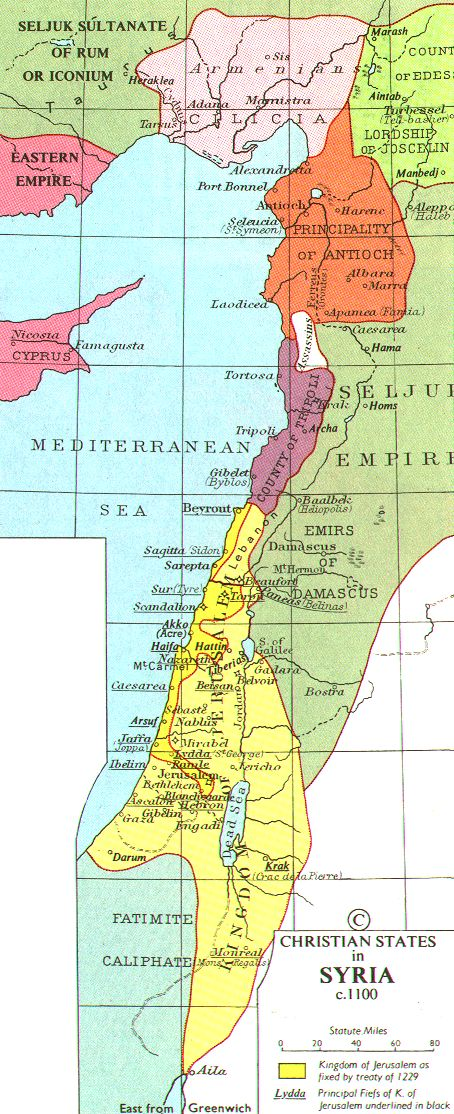
Situering van de kruisvaardersstaat Antiochië, zetel van een Latijns patriarch.

Ralphus van Domfront, in het Latijn Radulphus en het Frans Raoul (Domfront circa 1100 - Kerkelijke Staat 1146), was Latijns patriarch van Antiochië van 1135 tot 1140. Hij leefde in de tijd van de kruisvaardersstaten in het Midden-Oosten. De pauselijke legaat Alberic zette hem af in 1140 omwille van talrijke problemen, waaronder zijn anti-Roomse uitspraken. De historicus Willem van Tyrus schreef over hem.

## Normandië
De edelman Ralphus werd geboren in het kasteel van Domfront in Normandië. Hij was ambitieus en het Normandië van de 12e eeuw was te klein voor hem. Ralphus volgde een ridderopleiding. Hij trok mee met kruisvaarders en werd aartsbisschop van Mamistra in Cilicisch-Armenië in Klein-Azië.

## Antiochië onder regentschap
In 1135 stierf de Latijnse patriarch van Antiochië, Bernard van Valence. Het vorstendom Antiochië werd toen bestuurd door de regentes Alice van Antiochië, voor haar jong dochtertje Constance. Regentes Alice volgde strikt het Verdrag van Devol waarbij Antiochië een vazalstaat moest blijven van de Byzantijnen. Ralphus werd door het volk uitgeroepen tot patriarch van Antiochië. Hij pakte het pallium, symbool van patriarchale status en droeg het in de stad. Volgens Willem van Tyrus verklaarde Ralphus dat hij hiervoor geen Roomse instemming nodig had. Paus Innocentius II liet deze affaire in Antiochië voorlopig ongemoeid aangezien hij zijn handen vol had met de tegenpaus Anacletus II in Rome (tot 1138). Patriarch Ralphus ging verder. Hij schoof regentes Alice opzij en dus ook de alliantie met Byzantium. Alice merkte overigens op dat het Verdrag van Devol geen Latijnse patriarch toestond in Antiochië maar wel een orthodoxe patriarch. Alice werd weggestuurd.

## Antiochië onder Raymond
Patriarch Ralphus liet prinses Constance huwen met de meer dan 20 jaar oudere Raymond van Poitiers. Ralphus eiste van graaf Raymond eerbewijzen om zijn positie van patriarch nog te versterken. Raymond deed dit. Maar zodra de Byzantijnse keizer Johannes II Komnenos in Antiochië orde op zaken kwam stellen (1137-1138), sloot Raymond Ralphus op in de gevangenis. Ralphus kwam vrij in 1138 doch de ruzie met graaf Raymond liep hoog op. Dit ging samen met spanningen tussen Franken en Normandiërs in de stad. Ralphus reisde naar Rome en ontving het pallium uit de handen van paus Innocentius II (1138). Terug in Antiochië weigerde Raymond hem de toegang tot de stad. Noodgedwongen verbleef Ralphus bij de bevriende graaf en bisschoppen van Edessa. In 1140 kwam de pauselijke legaat kardinaal Alberic van Beauvais aan in Antiochië en deze organiseerde een concilie met bisschoppen van Klein-Azië alsook met graaf Raymond. De kardinaal koos na verschillende maanden met gesprekken de zijde van Raymond. Patriarch Ralphus werd vervolgens veroordeeld voor onwettige verkiezing, anti-Roomse uitspraken, financiële schandalen in het patriarchaat en relaties met vrouwen. Ralphus werd afgezet als patriarch en verbannen naar een klooster (1140). Hij kon later ontsnappen (1146) en kreeg eerherstel in Rome. Mogelijks werd hij er vergiftigd; hij stierf in 1146 ergens in Italië.